# こどもしょくどう
『こどもしょくどう』は、2019年3月23日に公開された日本映画。監督は日向寺太郎、主演は藤本哉汰と鈴木梨央。子ども食堂を舞台に、様々な家庭の事情を持つ子どもたちによる交流を描く。
制作費用の一部として、クラウドファンディングによる追加予算の調達を実施している。期日までに目標金額を達成した場合、集まった資金は音楽制作費やサウンドトラックCDの製造費に充てられる。

## あらすじ
小学5年生の高野ユウトは、妹のミサと食堂を営む両親の4人で暮らしていた。ユウトの幼馴染である大山タカシは、母子家庭を理由に同級生からいじめを受けていた。タカシの母は、僅かな生活費を残してほとんど家を空けており、ユウトの両親は育児放棄状態のタカシを心配して、食堂で彼に食事をとらせていた。
そんな中、ユウトとタカシは、河原で父親と共に車上生活を送る木下ミチルと妹のヒカルに出会う。姉妹の生活環境を見かねたユウトは、姉妹を連れて両親の元へ行き、2人の分の食事も提供するようになった。しかし数日後、ミチルとヒカルの父が突然姿を消してしまい、程なくして生活の場であった自動車も壊されていたのであった。

## 登場人物
- 高野ユウト（小学5年生） - 藤本哉汰[2]
- 木下ミチル（小学5年生） - 鈴木梨央[2]
- 大山タカシ（小学5年生） - 浅川蓮[1]
- 高野ミサ（ユウトの妹、小学1年生） - 田中千空[1]
- 木下ヒカル（ミチルの妹、小学1年生） - 古川凛[1]
- 木下次郎（ミチルの父） - 降谷建志[2][3]
- 木下朋美（ミチルの母） - 石田ひかり[2]
- 高野佳子（ユウトの母） - 常盤貴子[2]
- 高野作郎（ユウトの父） - 吉岡秀隆[2]

## スタッフ
- 監督 - 日向寺太郎
- 原作 - 足立紳
- 脚本 - 足立紳、山口智之
- 音楽 - Castle in the Air[注 1][1]
- 製作 - パル企画、コピーライツファクトリー、バップ
- 撮影 - 鈴木達夫
- 録音 - 橋本泰夫
- 美術 - 丸山裕司
- 照明 - 三上日出志
- 衣裳 - 宮本茉莉
- ヘアメイク - 小堺なな
- 編集 - 川島章正
- 配給 - パル企画